# 모테키
《모테키》(일본어: モテキ)는 일본의 만화가 구보 미츠로의 만화이자 이를 원작으로 한 동명의 텔레비전 드라마와 영화이다.

## 개요
캐치프레이즈는 《인류, 필독. 가슴에 박히는 사랑이야기.》
《이브닝》 (고단샤)에서 2008년 23호부터 2010년 9호까지 연재되었다. 단행본은 전 4.5권이다. 본편은 제4권까지, 제4.5권은 번외편과 저자 인터뷰, 대담 등이 수록된 팬 북이다.
제1권에는 연재 전에 《주간 영 매거진》에서 2003년 35호에 실린 후지모토 유키요와 하야시다 나오코의 중학생 시절을 그린 단편 〈린다 린다〉가, 제3권에는 《매거진 스페셜》 2009년 9호에 실린 후지모토의 고등학생 시절을 그린 번외편 〈모테키 in school days〉가, 제4.5권에는 연재가 끝난 뒤 《이브닝》 2010년 15호 ~ 16호에 실린 나카시바 이츠카를 주인공으로 한 전·후편으로 구성된 번외편 〈모테키 걸즈 사이드〉가 각각 수록되어 있다.
〈린다 린다〉가 《모테키》의 시작이 되는 이야기이며, 본 작품은 〈린다 린다〉의 사실상 속편이다.
이야기를 시간 순으로 나열하면 〈린다 린다〉 → 〈모테키 in school days〉 → 1권·2권·3권 → 〈모테키 걸즈 사이드〉 → 4권이 된다.

## 줄거리
30대를 눈 앞에 둔 인기 없는 파견사원 후지모토 유키요는 어느 날 갑자기 아는 여자들로부터 차례차례 연락을 받는다. 이른바 ‘모테키’ (モテ期, 인기있는 시기)가 시작된 것이다. 이제까지 모테키가 오지 않았던 후지모토는 초조해하면서도 여자와 콘서트에 가거나 수족관에 가는 등, 정신없이 데이트나 이벤트를 이어나가지만...

## 등장 인물
후지모토 유키요
본 작품의 주인공. 29세(작품 안에서 30세 생일을 맞는다). 파견사원이며, 규슈 출신이다. 꿈도 돈도 없으며, 지금까지 인기 있던 적이 없던, 사랑에 서툰 초식남이다. 살면서 처음으로 온 '모테키'에 당황하면서도, 이성과 교제를 거듭해나가며 자신감 없음과 적은 연애경험부터 한 걸음 나아가지만, 고지를 눈앞에 두고 무너진다. 아키와 나츠키에 따르면 인기 끌 부분이 있으며, 고등학교 3학년 때, 살면서 딱 1번 후배인 후미코에게 고백받았으나, 외모가 타입이 아니라 거절했다. 동정은 아니며, 도시 생활이 맞지 않은지, 작품 안에서 살이 찌거나 빠지는 게 반복되고 있다.
도이 아키
27세. 파견사원. 후지모토의 전 파견처 동료로, 나중엔 오무 선생의 매니저가 된다. 지바 출신. 회사에서는 안경을 써서 후지모토는 수수하고 대하기 어려운 상대라고 생각했지만, 사실은 미인에, 사교적인 멋진 여자이다. 하지만 멋진 여자 나름의 콤플렉스를 갖고 있다. 매년 여름에 록 페스티벌에 참가할 정도로 음악을 좋아하며, 이 이야기로부터 1년 전에 후지모토와 함께 후지 록 페스티벌에 갔을 때, 당시 남자 친구에게 바람피우고 있다고 오해받아 헤어졌다. 그로부터 1년 후, 그녀의 메일로 후지모토의 '모테키'가 시작됐다. '모테키'가 오기 전부터 후지모토에게 호의를 갖고 접근했으나, 후지모토의 우유부단한 성격 때문에 잘되지 않고, 충돌이 반복되지만, 우여곡절 끝에 후지모토와 교제를 시작한다. 네 명의 여주인공 가운데 유일하게 후지모토와 피부의 접촉이 있다. 그 후 일이 바빠서, 후지모토에게 아무것도 해주지 못했다는 죄책감을 느껴, 후지모토의 귀가 중에 일방적으로 이별을 통보하지만, 마지막에 다시 만난다.
나카시바 이츠카
22세 (작품 안에서 23세 생일을 맞는다). 조명 보조로 일하고 있으며, 가나가와 출신이다. 여자다움을 느낄 수 없는 활기 넘치는 여자이다. 후지모토와는 2년 전에 술자리에서 알게 된 후, 음악이나 만화 취향이 맞아 거리낌없는 친구가 되며, 연애편력도 비슷하다. 후지모토는 작품 안에서 같이 있는 게 매우 편하다고 말하고 있다. 시마다를 짝사랑하지만, 후지모토의 보살핌으로 마음을 다시 잡는다. 그 계기로 후지모토와 친구 이상 연인 미만인 관계가 되었으나, 후지모토가 아키와 키스하는 걸 보고 충격을 받아 교류가 끊긴 채 이야기가 끝난다. 그 후의 이야기는 연재가 끝난 뒤 번외편인 〈모테키 걸즈 사이드〉에 나와 있다.
코미야마 나츠키
후지모토보다 한 살 어린 OL. 시즈오카 출신이다. 후지모토가 25살 때 만난, 살면서 가장 좋아했던 여성이다. 미인에 털털한 성격이다. 술에 약해서 취하면 다양한 문제를 일으키는데, 이 탓에 약혼이 취소된 경험이 있다. 후에 허리를 다쳐 일을 그만두고 고향인 규슈에서 지내고 있던 후지모토와, 할아버지의 장례식 때문에 고향으로 돌아온 시마다 앞에 나타난다. 시마다를 유혹해 잔 후, 후지모토의 고향에 묵으며 후지모토의 부모와도 허물없이 지낸다. 생각하지도 못한 방향으로 진행되는 인생이 좋다고 말하며, 후지모토의 앞에서 사라진다.
하야시다 나오코
후지모토의 중학교 동창이다. 중학생 시절에는 행실이 나빠, 후지모토는 그녀를 '여자 양키'라며 멀리했다. 하지만 할머니를 돌보는 등 가족을 생각하는 면을 가진, 후지모토와 하야시다의 당시의 이야기가 연재 이전의 단편 〈린다 린다〉에 그려져 있다. 그 후로도 파란만장한 인생을 살았으나, 지금은 착실히 지내고 있으며, 딸인 유마와 둘이 고향에서 살고 있다. 후지모토가 고향으로 귀성했을 때 우연히 다시 만났으며, 나중에는 후지모토에게 상담이나 조언을 해준다. 원작자인 구보 미쓰로는 하야시다는 어디까지나 게스트 캐릭터라고 말하고 있다.
시마다 유이치
후지모토의 중, 고등학교 동창이다. 회사원. 후지모토와는 친한 친구이며, 상경해서도 후지모토와는 계속 만나고 있다. 중, 고교 시절에는 까까머리에 튀지 않는 외모를 가진 후지모토와 같은 동정이었으나, 대학 진학 후, 사쿠라코와 재회를 계기로, 여러 여자와 사귀게 된다. 특별히 꽃미남은 아니지만, 호감형이기 때문에 사람들이 좋아하며, 몇 명의 여성과 바람을 피우고 있어, 몇 개월 전에 결혼한 아내 유리에와 이혼 위기에 처해있다. 이츠카의 첫 사랑 상대이다.
칸자키 사쿠라코
후지모토의 고등학교 2년 선배이다. 고등학생 때는 학생회에서 서기를 했으며, 무선부였던 후지모토와 부실이 같아서 자주 만났다. 후지모토의 첫 사랑이며, 고백했지만 거절당했다. 사실은 여러 남자와 부실에서 관계를 맺었으나, 후지모토는 전혀 알지 못한 내용이, 번외편 〈모테키 in school day〉에 그려져 있다. 후에 도쿄의 대학으로 진학하며, 같이 도쿄의 대학에 진학한 동정 시마다를 유혹해 관계를 맺는다.
후미코
27세. 통칭 '부르코'. 후지모토의 고등학교 2년 후배로, 후지모토에게 고백한 유일한 여성. 지금은 결혼해 아이를 키우고 있으며, 남편 히로군과 선술집을 하고 있다. 단골손님인 나오코와는 안면이 있다.
코미야마 모토키
나츠키의 언니이다. 보육사이며, 외모는 나츠키와 딴판이지만, 나츠키 이상의 독설가이다. 후지모토의 첫 경험 상대이다. 후에는 속도위반 결혼하고, 고향인 시즈오카로 돌아간다.
하야시다 유마
10살. 나오코의 외동딸로, 초등학생이다. 소악마적인 성격으로, 같은 반 남자아이들에게 있기 있지만, 전혀 상대해 주지 않는다. 후지모토를 잘 따른다.
스미다
40대. 통칭 '스미상'. 이혼남이며, 후지모토와 얼굴이 닮았지만, 남녀관계에 능숙한 플레이 보이이다. 성희롱적인 발언을 자주 하지만, 친구나 주위 사람을 잘 챙겨준다. 우연히 술자리에서 만난 후지모토나 지인인 오무 선생을 걱정하고 있다. 이츠카의 첫 경험 상대이다.
오노사카 오무
26세. 만화가이며, 통칭 '오무 선생'. 《주간 소년 매거진》에 〈캬바마마는 18살!!〉을 연재 중이다. 후지모토가 동경하는 존재이지만, 극도로 내성적이며, 만화가라는 직업 때문인지 사회성이 극도로 낮다. 헌신적으로 돌봐주는 아키에게 호감을 느끼고 있다. 키는 156cm.

## 드라마
2010년 7월 16일부터 같은 해 10월 1일까지 TV 도쿄의 《드라마 24》시간대에 방송됐다. 모리야마 미라이가 주연을 맡았으며, 드라마 24 시간대에서 이 드라마가 통산 20번째 작품이었기 때문에, 〈드라마 24 제20탄 특별기획〉이라는 부제가 붙었다. 이 시간대에는 이 드라마부터 데이터 방송이 실시됐다.

### 출연진
- 후지모토 유키요 (29세) ― 모리야마 미라이
- 도이 아키 (27세) ― 노나미 마호
- 나카시바 이츠카 (22세) ― 미쓰시마 히카리
- 코미야마 나츠키 (28세) ― 마쓰모토 리오
- 하야시다 나오코 (29세) ― 키쿠치 린코
- 시마다 유이치 (29세) ― 아라이 히로후미
- 스미다 (42세) ― 릴리 프랭키
- 시마다 유리에 (28세) ― 호리 마유코
- 오노사카 오무 (32세) ― 하마노 겐타
- 코미야마 모토키 (30세) ― 노부카와 세이준
- 하야시다 유마 (4세) ― 신타 마키
- 살찐 유키요 ― 모리타 칸
- 중학생 유키요 ― 이즈미사와 유키
- 유키요의 아버지 ― 덴덴
- 유키요의 어머니 ― 도무라 미치코
- 후미코 ― 고바야시 사나코
- 칸자키 사쿠라코 ― 시노하라 유키코
- 오무의 보조 ― 야마시타 노부히로

### 제작진
- 각본·연출 ― 오네 히토시
- 책임 프로듀서 ― 오카베 신지 (TV 도쿄)
- 프로듀서 ― 아베 마사시 (TV 도쿄), 이치야마 류지
- 음악 ― 이와사키 타이세이
- 제작 ― TV 도쿄, 오피스 크레센도
- 제작·저작 ― 〈모테키〉 제작위원회

### 주제가
- 여는 곡: 후지패브릭 〈요아케노 Beat〉
- 닫는 곡: 하프라이프 〈J-pop〉

### 방송일 및 부제·시청률
| 각 화                                                      | 방송일          | 부제                               | 시청률 |
| ---------------------------------------------------------- | --------------- | ---------------------------------- | ------ |
| 제1화                                                      | 2010년 7월 16일 | 꼴사납게 차이는 방법               | 2.8%   |
| 제2화                                                      | 2010년 7월 23일 | 심야고속 ~위에서 탈까 아래서 잘까~ | 2.7%   |
| 제3화                                                      | 2010년 7월 30일 | 사랑은 언제나 환상처럼             | 3.1%   |
| 제4화                                                      | 2010년 8월 6일  | 제대로 좀더 용감하게               | 2.8%   |
| 제5화                                                      | 2010년 8월 13일 | 린다 린다                          | 2.6%   |
| 제6화                                                      | 2010년 8월 20일 | 록큰롤은 울리고 멈추지않아         | 3.8%   |
| 제7화                                                      | 2010년 8월 27일 | 수영                               | -      |
| 제8화                                                      | 2010년 9월 3일  | 영원한 퍼즐                        | -      |
| 제9화                                                      | 2010년 9월 10일 | NUM-AMI-DABUTZ                     | 3.8%   |
| 제10화                                                     | 2010년 9월 17일 | 나쁜 습관                          | -      |
| 제11화                                                     | 2010년 9월 24일 | 섬머 누드                          | -      |
| 제12화                                                     | 2010년 10월 1일 | 남자 평생 위기 일발                | 3.6%   |
| 평균 시청률 3.3% (시청률은 간토 지구·비디오 리서치사 조사) |                 |                                    |        |

### 모테곡
드라마 각 화에 사용된 곡을 〈모테곡〉이라고 부른다. 각 화 부제로 사용된 곡은 굵은 글씨로 표시.
| 제1화  | - 〈갓코와루이 후레루카타〉 오에 센리 (1991년) - 〈Change My Mind〉 도쿄 넘버원 소울셋 (2004년) - 〈섬머 잼'95〉 스차다라파 (1995년) - 〈BGM〉 슈퍼카 (2003년) - 〈쓰요이 기모치·쓰요이 아이〉 오자와 겐지 (1995년) |
| 제2화  | - 〈샹그릴라〉 챗몬치 (2006년) - 〈RUNNING SHOT〉 시바타 교헤이 (1986년) - 〈Forever Friends〉 REMEDIOS (1993년) - 〈신야코소쿠〉 플라워 컴퍼니즈 (2009년) - 모테 만화 - 〈데메킹〉 이마시로 다카시 (1991년) - 〈더·월드·이즈·마인〉 아라이 히데키 (1997년) - 〈비밥 하이스쿨〉 기우치 가즈히로 (1983년) - 모테 드라마 - 〈쏘아올린 불꽃, 밑에서 볼까? 옆에서 볼까?〉 각본·감독 이와이 슌지 (1993년) |
| 제3화  | - 〈즈루이 온나〉 샤란 Q (1995년) - 〈고이와 이츠모 마보로시노 요니〉 호프 딜런 (1997년) - 〈카푸치노〉 도모사카 리에 (1999년) - 〈NEW LOOK〉 아무로 나미에 (2008년) - 〈고이오 시타 요루다〉 에구치 요스케 (1992년) - 〈더·미하 (스페셜·미하·믹스)〉 모리타카 지사토 (1998년) - 〈야사시이 아메〉 고이즈미 교코 (1993년) - 〈Baby Crusing Love〉 퍼퓸 (2008년)                                      |
| 제4화  | - 〈Rollin' Rollin'〉 나나오 다비토×야케노하라 (2009년) - 〈이카레타 Baby〉 피쉬만즈 (1993년) - 〈시아와세노 모노사시〉 다케우치 마리야 (2008년) - 〈드롭〉 THEE MICHELLE GUN ELEPHANT (2000년) - 〈핫키리 못토 유칸니낫데〉 오카무라 야스유키 (2007년) |
| 제5화  | - 〈시간을 달리는 소녀〉 하라다 도모요 (1983년) - 〈아나타오·못토·시리타쿠테〉 야쿠시마루 히로코 (1985년) - 〈린다·린다〉 블루 하츠 (1987년) - 〈도낫찻텐다로〉 오카무라 야스유키 (1990년) - 〈JINGI·아이시테 모라이마스〉 나카야마 미호 (1986년) - 〈마요나카노 댄디〉 구와타 게이스케 (1993년) - 〈찬스 토라이〉 바비 보이즈 (1985년) - 〈린다 린다〉 THE COLLECTORS (2010년)                      |
| 제6화  | - 〈Happy Birthday〉 덴키 그루브 (1993년) - 〈폴리리듬〉 퍼퓸 (2007년) - 〈준렌카〉 쇼난노카제 (2006년) - 〈사자에상 잇카〉 우노 유코 (1992년) - 〈로큰롤와 나리 토마나잇〉 신세이 카맛테짱 (2010년) |
| 제7화  | - 〈MIND CIRCUS〉 나카타니 미키 (1996년) - 〈스위밍〉 후카다 교코 (2001년) - 〈스키나라 스킷!〉 엔도 구미코 (1998년) |
| 제8화  | - 〈에이엔노 퍼즐〉 다치바나 이즈미 (1994년) |
| 제9화  | - 〈NUM-AMI-DABUTZ〉 넘버 걸 (2002년) - 〈바라노 하나〉 쿠루리 (2001년) - 〈이너 월드〉 사카낙션 (2007년) |
| 제10화 | - 〈201고〉 차게 앤 아스카 (1995년) - 〈와루이 슈칸〉 키린지 (2003년) |
| 제11화 | - 〈섬머 누드〉 마고코로 브라더스 (1995년) |
| 제12화 | - 〈섬머 누드〉 마고코로 브라더스 (1995년) - 〈단시 힛세이 키키 잇파츠〉 이스턴 유스 (1998년) |

### 원작과 차이점
- 이야기가 진행되는 기간이 (회상, 과거 장면 제외) 약 1년에서 약 3개월로 변경됐다.
- 후지모토 유키요와 도이 아키가 간 야외 페스티벌이 후지 록에서 Taico Club으로 변경됐다.
- 나카시바 이츠카의 직업이 조명 보조에서 사진 보조로 변경됐다.
- 유키요와 이츠카가 야마가타로 당일치기 여행을 가는 장면이 TV 드라마 《쏘아올린 불꽃, 위에서 볼까? 옆에서 볼까?》의 촬영지로 변경됐다.
- 유키요의 출신지가 규슈에서 기타칸토 변경됐다.
- 하야시다 유마의 나이가 10살에서 4살으로 바뀌었으며, 등장 장면도 원작에 비해 줄었다.
- 유키요와 스미다의 얼굴이 서로 닮았다는 설정이 없어졌다.
- 오노사카 오무의 나이가 26세에서 32세로 바뀌었다.
- 유키요가 살찐 상태에서 원래 체형을 되찾을 때까지 흐름이 변경됐다.
- 원작에서 유키요와 아키가 관계를 맺지만, 드라마에선 아키가 직전에 거절한다.
- 원작에서는 칸자키 사쿠라코의 근황이 묘사되어 있지 않지만, 드라마에선 남자에게 살해당했다는 설정이다.
- 원작에서 시마다 유이치가 할아버지 장례식 때문에 귀성하는 장면이 사쿠라코의 장례식으로 변경됐다.
- 원작에서 유키요와 사쿠라코가 태워버린 낡은 소파가 드라마에서는 계속 남아았다.
- 원작에서는 유키요와 이츠카가 연락이 끊긴 채 이야기가 끝나지만, 드라마에서는 이야기 후반에 유키요가 이츠카에 연락하는 장면이 있다.
- 유키요가 다니던 학교가 폐교됐다.
- 이야기의 마지막에 유키요가 아키 앞에 나타나는 장면이, 드라마에서는 자전거로 도쿄까지 질주하는 장면으로 종료된다.
- 원작 4.5권 〈모테키 걸즈 사이드〉의 내용이 없다.

### DVD·블루레이
- 모테키 DVD 박스 (2010년 11월 26일 발매, 발매: 〈모테키〉 제작위원회, 판매: 도호)
- 모테키 블루레이 박스 (2011년8월 19일 발매, 발매: 〈모테키〉 제작위원회, 판매: 도호)

### 컴필레이션 음반
- 《모테키데키 온가쿠노 스스메 ~도이 아키·하야시다 나오코반~》 (モテキ的音楽のススメ 〜土井亜紀・林田尚子盤〜)
- 《모테키데키 온가쿠노 스스메 ~나카시바 이츠카·코미야마 나츠키반~》 (モテキ的音楽のススメ 〜中柴いつか・小宮山夏樹盤〜)

### 수상 정보
- 갤럭시상 2010년 9월 월간상
- 갤럭시상 2010년 상반기 입상
- 제48회 갤럭시상 입상
- 제66회 더 텔레비전 드라마 아카데미상 특별상
- 도쿄 드라마 어워드 2011 연속 드라마 부문 우수상

| TV 도쿄 드라마 24                     | TV 도쿄 드라마 24              | TV 도쿄 드라마 24                                  |
| 이전 작품                             | 작품명                         | 다음 작품                                          |
| ------------------------------------- | ------------------------------ | -------------------------------------------------- |
| 트러블맨 (2010.4.9 - 2010.7.9)        | 모테키 (2010.7.16 - 2010.10.1) | 양왕 3: 스페셜 에디션 (2010.10.8 - 2010.12.24)     |
| BS 재팬 일요일 23:30-24:05 시간대     |                                |                                                    |
| 마지스카 학원 (2011.4.10 - 2011.6.26) | 모테키 (2011.7.3 - 2011.9.18)  | 용사 요시히코와 마왕의 성 (2011.10.2 - 2011.12.18) |

## 영화
원작자인 구보 미츠로가 영화판 제작을 위해, 드라마의 1년 후를 배경으로 새로 쓴 이야기이다. 주연은 드라마와 같은 모리야마 미라이. 히로인으로 나가사와 마사미가 출연했다. 연출, 각본도 드라마와 동일한 오네 히토시 감독이 맡았다. TV 도쿄 《드라마 24》 시간대의 드라마가 영화화 되는것은 《격정판 엘리트 양키 사부로》이후 두 번째이다.
전국 276개 스크린에서 개봉되어 2011년 9월 24, 25일의 첫날 2일간 흥행 수입 2억 4,578만 400엔, 동원 17만 6,525명 (오프닝 3일간 흥행 수익 3억 8,896만 8,700엔, 동원 28만 4,159명)을 기록하며 영화 관객 동원 랭킹 (흥행 통신사 조사) 첫 등장 2위, 흥행 수익은 1위의 기록이되었다. 공개 7주째 누계 흥행 수익 20억엔을 돌파했다. 최종 흥행 수익은 22.2억엔을 기록하는 등 모테키 붐을 일으켰다.
극중에서 자이니치펑크, TOKYO No.1 SOUL SET, 나키미소 등의 연주 장면이 피로 되어 스차다라파, MIKIKO, 피에르 타키, 퍼퓸, 바나나맨 요시다 고 등도 본인 역으로 카메오 출연했다. 영화 개봉에 앞서 2011년 6월 27일부터 방송된 파르코 그랑바자 (기간은 7월 1일 ~ 7월 18일)의 CM이 본작과 협력하여 주요 출연자 모리야마 미라이, 나가사와 마사미, 아소 쿠미코, 나카 리이사, 마키 요코가 출연했다.

### 줄거리
31살이 된 후지모토 유키요. 1년 전에 온 “모테키” 후에도 유키요는 돈도, 꿈도 없는, 사랑하는 것도 잊어버린 고독한 나날을 보낸다. 파견사원을 졸업하기 위해 결심하고 화제의 뉴스 사이트 나탈리에 면접을 본 유키요는 스미다의 덕으로 입사, 좋아하는 하위문화 분야에서 일할 기쁨을 느끼며 기자 일을 배워나간다. 그런 유키요에게 갑자기 “두 번째 모테키”가 찾아오는가...

### 출연
- 후지모토 유키요 (31세) ― 모리야마 미라이
- 마츠오 미유키 (26세) ― 나가사와 마사미
- 마스모토 루미코 (33세) ― 아소 구미코
- 아이 (25세) ― 나카 리이사
- 카라키 모토코 (33세) ― 마키 요코
- 스미다 타쿠야 (43세) ― 릴리 프랭키
- 야마시타 다이스케 (31세) ― 가네코 노부아키
- 시마다 유이치 (31세) ― 아라이 히로후미

### 스태프
- 감독·각본 : 오네 히토시
- 퍼퓸 뮤지컬 장면 감독·타이틀백 : 이시다 유스케
- 음악 : 이와사키 다이세이
- 촬영 : 미야모토 히로시
- 조명 : 후카와 히데노부
- 녹음 : 시모모 토오루
- 미술 : 사사키 히사시
- 편집 : 이시다 유스케
- 음향 효과 : 오오카와 마사
- 조감독 : 카토쿠 코지
- 제작 스튜디오 : 닛카츠 촬영소
- 제작 : 이자와 쇼헤이, 이시카와 미나미
- 공동 제작자 : 테라다 아츠시, 요시오카 토미오, 기타가와 나오키, 나가 사카 노부토, 야마자키 코이치, 키타 노리로아키, 타메모리 타카시, 코타니 마사루
- 이그제큐티브 프로듀서 : 나카오 테츠로, 츠카다 야스히로, 야마우치 아키히로
- 프로듀서 : 스즈키 카즈미, 오카베 신지, 츠유키 유키에다, 이치야마 류지
- 제작 협력 : 영화 《모테키》 제작위원회 (TV 도쿄, 도호, 덴츠, 소니 뮤직 엔터테인먼트 재팬, 사무실 진전, 파르코, Yahoo! JAPAN, 텔레비 오사카, 아이치)
- 제작 프로덕션 : 도호 영상 기획부, 사무실 크레센도
- 배급 : 도호

### 주제가
- 여는 곡 〈새벽의 BEAT〉 후지패브릭 (소니 뮤직 아소시 테드 레코즈)
- 닫는 곡 〈디스코〉 조오하치 (소니 뮤직 아소시 테드 레코즈)

### 영화판 모테곡
- 〈J-POP〉 하프라이프
- 〈마루마루 펑크 (영화 《모테키》 Live ver.)〉 자이니치 펑크
- 〈캇코와루이 후레루카타〉 오에 센리
- 〈Self Control〉 TM 네트워크
- 〈야스 메구미노 테마〉 조니 오쿠라 다이진 (스이추, 소레와 쿠루시이)
- 〈이카레타 Baby〉 피쉬만즈
- 〈Baby Crusing Love〉 퍼퓸
- 〈하시레!〉 모모이로 클로버
- 〈Lifetime Respect〉 미키 도잔
- 〈와쿠♪와쿠♪B-hack〉 B-hack
- 〈코나유키〉 레미오로멘
- 〈카무플라주〉 다케우치 마리야
- 〈아노 무스메 보쿠가 롱 슛 키메타라 돈나 가오 스루다로〉 오카무라 야스유키
- 〈요로코비니 사쿠 하나〉 ACO
- 〈싯카쿠〉 다치바나 이즈미
- 〈아이노 바쿠탄〉 〈ultra soul〉 〈쇼도〉 비즈
- 〈Love Forever〉 가토 미리야×시미즈 쇼타
- 〈LOVER SOUL〉 JUDY AND MARY
- 〈도모다치쟈 가만데키나이 (작사·작곡 마에노 겐타)〉 performed by 나키미소
- 〈바라바라〉 호시노 겐
- 〈카루아 밀크〉 오카무라 야스유키
- 〈long time〉 레이 하라카미
- 〈도쿄〉 쿠루리
- 〈야드〉 도쿄 넘버원 소울셋
- 〈모노가타리와 치토? 후안테이〉 N'슈쿠가와 보이즈
- 〈콘야와 부기 백 (smooth rap)〉 스차다라파 featuring 오자와 겐지

### 수상 정보
- 제85회 키네마 준보 베스트 텐 7위[1]
- 요코하마 영화제 2011년 일본 영화 베스트 10 7위[2]
- 제35회 일본 아카데미상[3]
  - 우수 여우주연상 - 나가사와 마사미
  - 우수 여우조연상 - 아소 구미코
  - 우수 음악상 - 이와사키 다이세이
  - 우수 편집상 - 이시다 유스케
  - 화제상·작품부문
- 제3회 일본 극장스탭영화제 여우조연상 - 나가사와 마사미
- 제11회 뉴욕 아시아 영화제 아시아 라이징 스타상- 나가사와 마사미